# Pinanga subterranea
Pinanga subterranea ist eine Pflanzenart der Gattung Pinanga aus der Familie der Palmengewächse (Arecaceae). Die auf Borneo verbreitete Pflanze  ist die erste beschriebene Palme, die unter der Erde blüht und Früchte trägt. Obwohl sie örtlichen Waldbewohnern schon lange bekannt ist, wurde sie erst 2023 von Wissenschaftlern entdeckt und beschrieben.

## Beschreibung
Pinanga subterranea wächst mit sehr kurzem Stamm und bis zu sechs Blättern. Der Stamm ist oft vollständig unterirdisch. Die gestielten Blätter sind mit Blattstiel bis zu 85 Zentimeter lang.
Die Spreite ist meist gefiedert mit bis zu acht Blättchen oder manchmal ganz. Die zugespitzten und rippigen Blättchen sind bis zu 32 Zentimeter lang.
Pinanga subterranea ist einhäusig monözisch und protogyn, also vorweiblich. Die kurzen Blütenstände sind meist unterirdisch, sie erscheinen direkt unterhalb der Blätter „infrafoliar.“ Die eingeschlechtlichen Blüten erscheinen in vielen „Triaden“, mit jeweils zwei männlichen und einer weiblichen Blüten.
Die kleinen, roten und eiförmigen, bis 2 Zentimeter langen, glatten, glänzenden, dünnschaligen, -fleischigen, einsamigen Früchte sind essbar.

## Ökologie
Wilde Bartschweine fressen die Früchte der Palme. Dabei verteilen sie die Samen lokal über größere Distanzen durch ihren Kot. Zudem sind die verdauten Samen noch keimfähig.

## Vorkommen
Pinanga subterranea ist in den Regenwäldern des westlichen Borneos weit verbreitet. Das Verbreitungsgebiet erstreckt sich über mehr als 60.000 km² von Sarawak in Malaysia bis nach Kalimantan in Indonesien.

## Verwendung
Die Früchte werden von der lokalen Bevölkerung gegessen.

## Trivialnamen
Auf Borneo hat die Palme mindestens vier verschiedene Namen in drei Sprachen: Pinang Tanah, Pinang Pipit, Muring Pelandok und Tudong Pelandok.